# 기원전 91년

## 연호
- 전한(前漢) 정화(征和) 2년

## 기년
- 전한(前漢) 무제(武帝) 50년

## 사건
- 동맹시 전쟁
- 무고의 난